# 香水魚屬
香水魚屬（學名：Xiangshuiosteus），為盾皮魚綱下的一種魚類，化石發現於中國雲南的武定，名字來自於發現地武定縣香水庄。

## 外型特徵
香水魚屬於較大型的魚類。頭甲呈六邊形，寬大於長。頭甲前部中間稍下凹，而後部則明顯上凸。頭甲前緣凸出後緣平直，後側角靠前。副關節突和後頸突發育。眼孔小，位置靠前，上眼窩發育。中頸片梯形，長度小於頭甲長度的1/2。吻片大，形如橄欖。頭頂呈松果片形狀有如「僧帽」，位於兩眶前片之間。松果孔較大，呈腎狀，位於松果片的骨化中心。中心片較大呈蝶狀，眶前片小於眶後片。邊緣片橫寬並與中心片相接。紋飾為小的粒狀突起。感覺溝為粒骨魚型。